# Pont-Saint-Mard
 Pont-Saint-Mard  là một xã ở tỉnh Aisne, vùng Hauts-de-France thuộc miền bắc nước Pháp.